# Bárcena de Cicero
Bárcena de Cicero è un comune spagnolo di 3.613 abitanti situato nella comunità autonoma della Cantabria, comarca di Trasmiera.
Il territorio comunale si estende nell'estremo sud est delle Marismas de Santoña (la marisma è una zona umida paludosa vicina al mare) ed è limitato da diversi corsi d'acqua che sfociano in questa zona paludosa: al nord la ría de Escalante, all'est la ría de Treto formata dalla confluenza delle rías di Rada e di Limpias, estuari dei fiumi Clarin e Asón (con il termine "Ría" si intende la foce di un fiume col mare che si addentra nella costa formando una specie di fiordo, circostanza comune alle coste atlantiche di Spagna e Portogallo).
Il comune è costituito dai nuclei abitati di Adal-Treto, Ambrosero, Bárcena de Cicero, Cicero, Gama, Moncalian e Vidular. Il capoluogo è Gama che dista 40 km da Santander.
L'economia locale è trainata dalle attività che fanno capo alla moderna zona industriale (Poligono empresarial) di Ambrosero nella quale operano oltre un centinaio di imprese di varie dimensioni.
Il tasso di attività della popolazione è del 54,7% così ripartito per settore di attività: settore primario 13,5%, industria 27,7%, edilizia 14,4%, terziario 44,4.

## Storia
La presenza umana in Cantabria risale al Paleolitico, e i primi insediamenti stabili si ebbero con l'invasione dei popoli celtici che si fusero con le tribù preesistenti formando le tribù cantabriche, famose per essersi opposte fieramente e a lungo agli invasori Romani che poi si instaurarono sotto l'impero di Augusto e durò fino alle invasioni dei popoli barbari che attraversarono la Spagna diretti in Africa. I Visigoti, che già avevano adottato il Cristianesimo in Gallia, si stanziarono al nord e con essi si ebbe la cristianizzazione della popolazione e la formazione dei vari regni.
Nel Medioevo fu forte l'influenza della Chiesa, unita a quella dei re. È il tempo in cui nascono e acquistano potere i grandi monasteri. Il territorio dell'attuale municipio era realengo cioè di proprietà del re che era rappresentato da suoi governatori che sovraintendevano generalmente a una provincia. Ai paesi era lasciata una certa autonomia amministrativa che veniva esercitata dai Consigli popolari e dagli alcaldes (corrispondenti ai nostri sindaci).
In un documento del 1082 si ha la prima citazione relativa a Cicero: a proposito di una donazione al Monasterio de Puerto', si indica appunto la località di Cesereo nome che diventerà poi Cicero. Nel Medioevo i centri abitati si formavano spesso attorno alla chiesa nei cui possedimenti lavoravano gli abitanti e questo fu il caso di Moncalian che si formò attorno alla chiesa di San Estéban. Barcena dipese a lungo dal Monasterio de Oña e dall'Ordine Militare di San Giovanni, poi appartenne alla famiglia degli Aguero e Cicero fu dell'abadia di San Salvador di Oña. I Re Cattolici integrarono Barcena nel Corregimiento de las cuatros villas de la Costa de la mar, divisione amministrativa retta dal corregidor governatore reale. Le quattro città (cuatro villas) erano San Vicente, Santander, Laredo e Castro-Urdiales. I consigli di queste città si unirono poi nella Hermantad de cuatro villas, la cui Junta general si riunì a Barcena nei secoli XVI e XVII.
Nel 1136 Ambrosero fu dichiarato dal re Alfonso VII di Castiglia villa ricevendo anche alcune franchigie. Il re Alfonso VIII la diede poi al Monasterio de Santa Maria de Puerto nel 1165.
Nel Basso Mediorvo i consigli dei paesi che ora costituiscono il Comune di Bárcena de Cicero si riunirono con altri paesi nella Junta de Cesto che era parte della Merindad de Trasmiera, distretto amministrativo che visse dal IX secolo fino al 1834, quando vi fu la riforma amministrativa del regno di Spagna.
La Merindad de Trasmiera nel 1822 si divise in tre comuni costituzionali: Cesto, Solórzano e Cicero, che comprendeva anche Barcena. Quest'ultimo comune nel 1835 assunse il nome attuale di Bárcena de Cicero e seguì le sorti della Spagna e della Cantabria senza alcun particolare avvenimento che lo distinguesse dagli altri comuni.
Nella prima metà del XX secolo ebbe un notevole incremento della popolazione arrivando a contare fino a 3.058 abitanti, per poi subire un cambio di tendenza che ha portato, nel 1991, a registrare solo 2.283 abitanti. La tendenza negli anni successivi si è nuovamente invertita e la popolazione è continuata ad aumentare costantemente.

## Monumenti e luoghi d'interesse
Per il loro valore storico ed architettonico, sono molto interessanti da vedere le ermitas (piccole chiese) del XVIII secolo di San Roque e di San Pedro, la chiesa di Santa Maria, i palazzi di Colina del 1759, di Rugama del XVIII secolo con la cappella del Carmen, di Arredondo del XVII secolo, di Londoño del XVIII secolo, la casa degli Arredondos del XVII secolo, le casonas (complessi di edifici) dei secoli XVII-XVIII fra le quali quella di Juan Valle de Rovadilla, con cappella del XVII secolo, la Iglesia de San Cipriano dei secoli XVI e XVII e la Casona y Capilla de Alvarado' del XX secolo.
A Gama le casonas e i palazzi barocchi del XVII e XVIII secolo, ad Ambrosero la chiesa di San Andrés. A Cicero le casonas del XVIII secolo, la casa di Penedo del XVII secolo, le chiese di San Pelayo del XVII secolo e di Nuestra Señora de Gracia del XVIII secolo; a Moncalian la chiesa di San Esteban del XVIII secolo, a Vidular la chiesa di Santa Maria de las Nieves del XVIII secolo.
Dal punto di vista naturalistico, sono di notevole interesse le Marismas de Santoña, che in parte ricadono nel territorio di Bárcena de Cicero. Si tratta di un'ampia zona umida con varietà di uccelli stanziali e di passo e di flora e fauna palustre tutelate dall'istituzione dalla Reserva Natural omonima.

## Feste
Oltre alle feste parrocchiali da ricordare sono la festa di San Roque del 18 agosto a Bárcena e quella di San Pelayo a Cicero.